# NGC 2460
NGC 2460 je galaksija u zviježđu Žirafi.

## Vanjske poveznice
- SEDS: NGC 2460